# 1993 au Canada
Pour un article plus général, voir Chronologie du Canada.
Cet article traite des événements qui se sont produits durant l'année 1993 au Canada.

## Événements
- Nancy Guptill devient la première femme à être président de l'Assemblée législative de l'Île-du-Prince-Édouard.

### Mars
- 29 mars : élection générale à l'Île-du-Prince-Édouard — le Parti libéral conserve sa majorité à l'Assemblée législative ; le Parti progressiste-conservateur forme l'opposition officielle.

### Mai
- 3 mai : élections générales à Terre-Neuve — le Parti libéral conserve sa majorité à la Chambre d'assemblée ; le Parti progressiste-conservateur forme l'opposition officielle.

- 25 mai : élections générales en Nouvelle-Écosse — le gouvernement du Parti progressiste-conservateur est défait par le Parti libéral qui forme un gouvernement majoritaire sous John Savage.

### Juin
- 9 juin : Les Canadiens de Montréal remportent les séries éliminatoires de la Coupe Stanley 1993 contre les Kings de Los Angeles.
- 13 juin : Kim Campbell remporte la course à la chefferie du Parti conservateur du Canada[1].
- 15 juin : élections générales en Alberta — le Parti progressiste-conservateur conserve sa majorité à l'Assemblée législative ; le Parti libéral forme l'opposition officielle.

- 20 juin : Un glissement de terrain détruit le village de  Lemieux (en) en Ontario.

- 25 juin : Kim Campbell devient première ministre remplaçant Brian Mulroney. Elle sera la première femme au Canada à être à la tête du gouvernement.

### Août
- 6 août : Le primat de l'église anglicane du Canada, Michael Peers, présente des excuses aux premières nations pour le rôle de l'église anglicane dans les pensionnats autochtones[2].
- 20 et 21 août : Coupe du monde de slalom (canoë-kayak) à Minden en Ontario
- 25 au 28 août : Championnats du monde de lutte (épreuve lutte libre) à Toronto

### Septembre
- 7 septembre : la première ministre Kim Campbell annonce des élections fédérales pour le 25 octobre.
- 30 septembre (jusqu'au 3 octobre) : Championnats du monde de judo à Hamilton

### Octobre
- 23 octobre : Les Blue Jays de Toronto remportent la 90e Série mondiale contre les Phillies de Philadelphie.
- 25 octobre : 35e élections fédérales — le gouvernement du Progressiste-conservateur est défait par le Parti libéral qui forme un gouvernement majoritaire sous Jean Chrétien ; le Bloc québécois forme l'opposition officielle.

### Décembre
- 13 décembre : Jeannie Marie-Jewell (en) devient la première femme à occuper le poste de présidente de l'Assemblée législative des Territoires du Nord-Ouest.
- 31 décembre : les lois sur la Nunavut et concernant l’Accord sur les revendications territoriales du Nunavut qui ont mené à la création du Nunavut entrent en vigueur.

## À surveiller
- Ouverture du premier magasin Les Ailes de la Mode au Mail Champlain à Brossard.
- Série mondiale 1993

## Naissances
- 26 janvier : Cameron Crigger, enfant-acteur.

## Décès
- 18 janvier : Simonne Monet-Chartrand, syndicaliste et féministe.
- 26 janvier : Jeanne Sauvé, journaliste et ancienne gouverneure générale du Canada.
- 28 février : Ruby Keeler, actrice.
- 15 avril : John Wilson, géologue.
- 9 juin : Alexis Smith, actrice.
- 14 août : Francis Mankiewicz, réalisateur et producteur.
- 12 septembre : Raymond Burr, acteur.